# Adamiti
Adamiti je ime za ločine kristjanov, ki so želeli s svojo nagoto razglašati podobnost s prvim človekom Adamom in njegovo prvinsko nedolžnostjo, pridobljeno s krščanstvom.
Pojavili so se v 2. stoletju, v 12., 15. in 19. pa tudi po Srednji Evropi, zlasti na Češkem in v Avstriji.
Težili so po povezanosti z naravo in svobodi, nasprotovali zakonu in pri verskih obredih prakticirali nudizem.